# Hospital Vitória
O Hospital Vitória está situado na Avenida Vereador Abel Ferreira, bairro Jardim Anália Franco na zona leste da cidade de São Paulo, Brasil. 

## Características
Com 28 mil m² de área construída, divididos em 13 andares, e cerca de 400 colaboradores, o Hospital Vitória tem capacidade para realizar mais de 15 mil atendimentos. Sua arquitetura é voltada para a sustentabilidade, adotando processos para redução do impacto ao meio ambiente e evitar o desperdício. Seu pronto-socorro tem estrutura para 237 leitos, centro de diagnóstico, internet Wi-fi nos quartos, brinquedoteca, heliponto, e estacionamento para 380 vagas.  
O Hospital Vitória criou o CAF – Centro de Atendimento Familiar, com psicólogo e profissional treinado para atendê-los. 
O hospital conta também com uma Unidade Avançada localizada no bairro Tatuapé, com Pronto Atendimento 24 horas, diversas especialidades médicas e realização de exames, além de serviços especiais como Total Care, Clínica de Emagrecimento, Clínica de Cefaléia e Ambulância 24 horas.   

## Galeria

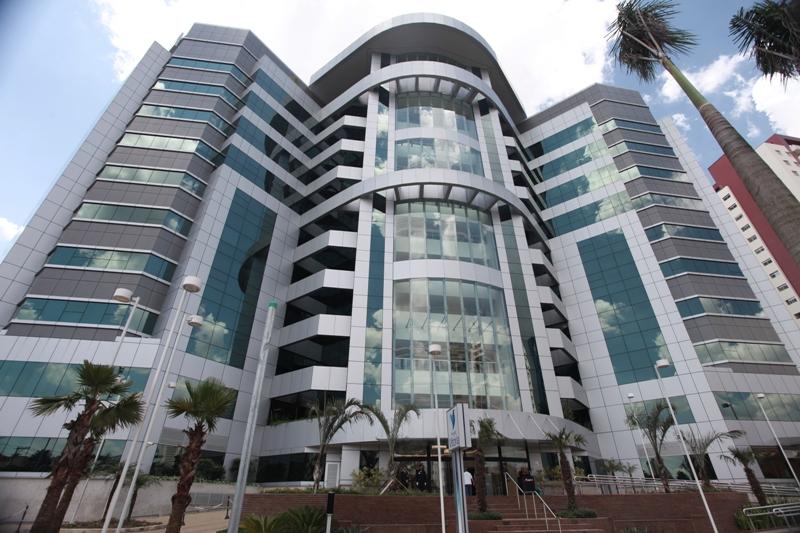
Fachada do Hospital Vitória.
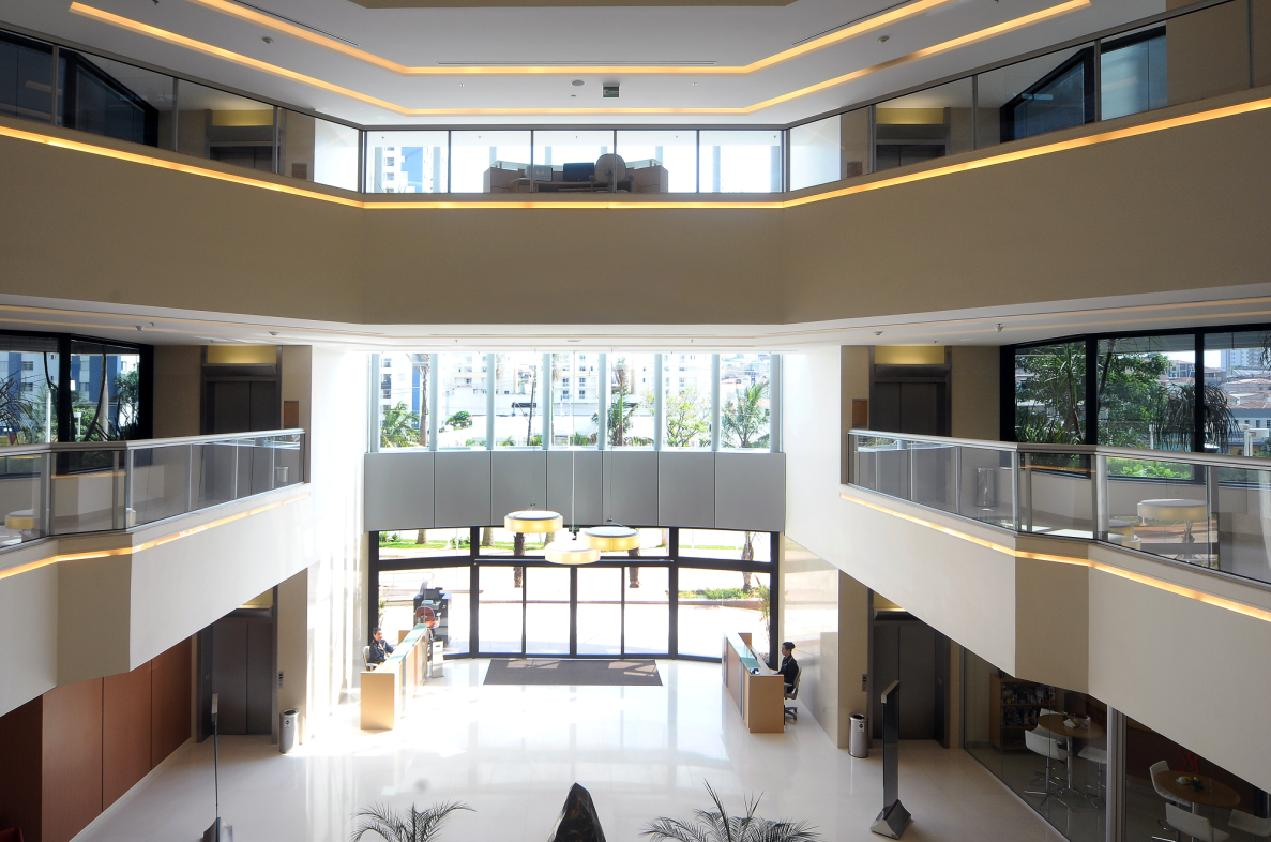
Vista do primeiro andar.
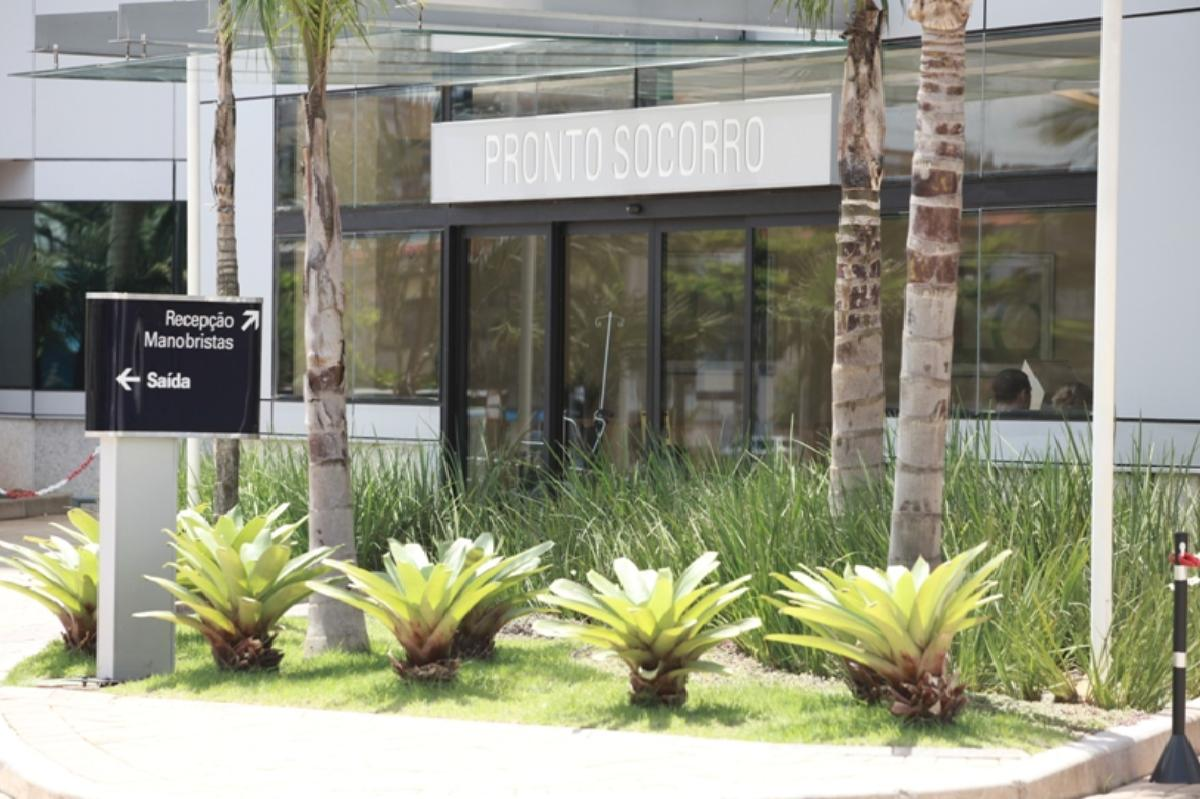
Pronto-Socorro.